# Mk.63 砲射撃指揮装置
Mk.63 砲射撃指揮装置（英語: Mark 63 Gun Fire Control System, Mk.63 GFCS）は、アメリカ海軍が開発した艦砲用の射撃指揮装置。
従来、アメリカ海軍は中口径砲や機関砲の砲側において用いるFCSとしてMk.51を用いてきたが、人力操作による目視照準・追尾を基本としており、また対空測距手段を持たないなど、性能はやや限定的なものであった。このことから、特に特攻対策に主眼をおいて、新世代のFCSとして開発されたのがMk.63である。
開発にあたって、海軍武器局は、4,000ヤード (3,700 m)以内で回避行動をとる目標に対する盲目射撃と高精度の迎撃能力の実現を目標とした。Mk.51の後期型と同じく、斜視式（disturbed-line-of-sight systems）のMk.15（のちに改良型のMk.29）照準器を中核とした人力操作式のFCSではあるが、レーダーを装備しており、Mk.29の視野内にレーダー・スポットが出ることから、盲目射撃も可能とされていた。レーダーとしては、当初はSバンドのMk.28、後にXバンドのMk.34が用いられ、砲塔・銃架に設置されていたが、ビーム幅が狭すぎて目標捕捉が困難な傾向があり、アンテナを上下20度に運動させることでビームを振ることで目標を捕捉しやすくする（ノッティング機構）などの方策がとられた。
初試験は1944年6月に行われ、同年11月の航空母艦への搭載を皮切りに配備を開始、沖縄戦において実戦投入された。また1953年には、アンテナ径の拡大やレーダー送信出力の増強など所定の改良を完了して、軍用電子機器の命名規則に基づき、制式名がMk.34からAN/SPG-34に変更された。AN/SPG-34では、目標捕捉能力が向上したことからノッティング機構は撤去され、かわってMk.56 GFCSのAN/SPG-35と同様に、細いビーム幅で素早く測角・測距する円錐走査（コニカルスキャン）によって目標を追尾することとされていた。1956年には、やや高い周波数（8,600〜9,600 MHz）を使い、パルス幅を狭く（0.25マイクロ秒）、パルス繰返し周波数（2,000/200 pps）を高くするなどの変更が施されたAN/SPG-50レーダーも登場した。
一方、同じくAN/SPG-34レーダーを使用しつつ、Mk.63の斜視式ゆえの複雑な光学系を廃止した直視式のシステムとして、Mk.57も開発された。これは方位盤の照準望遠鏡の直視、あるいはレーダー・スコープ上で目標を手動追尾することで、方位盤上のコンピュータMk.17が内蔵ジャイロスコープにより角速度等を検出し、艦内に配置されたコンピュータMk.16によって射撃諸元を算出するものであった。ただしMk.63とは異なり、射撃指揮レーダーは砲側ではなく方位盤に設置された。AN/SPG-34のうち、Mk.63はmod.1,2を、Mk.57はmod.3,4を採用した。
さらに後には、Mk.63をもとに、KuバンドのAN/SPG-52測距レーダーを用いる派生型としてMk.70も開発された。